# Acadêmicos do Cubango
Grêmio Recreativo Escola de Samba Acadêmicos do Cubango (referida simplesmente como Acadêmicos do Cubango ou Cubango) é uma  escola de samba brasileira da cidade de Niterói, que desde os anos oitenta participa do carnaval carioca. Sua sede localiza-se no bairro do Cubango. Em 2024, a escola foi declarada patrimônio cultural de natureza imaterial do Estado do Rio de Janeiro.

## História
A participação da "Academia Cubango" nos desfiles de Niterói começa em 1960 quando ganhou o tetracampeonato num grupo chamado "Academias", uma espécie de segundo grupo do carnaval, com o enredo “Sonho das Esmeraldas”. Seu primeiro presidente foi o sambista Ney Ferreira, que até 1966 atuou também como carnavalesco.
No carnaval de 1964 fez sua estreia entre as escolas do primeiro grupo e passou a ser chamada pelo nome atual. Neste ano conquistou o vice-campeonato com o enredo “Maurício de Nassau”.
Seu primeiro título na elite do carnaval de Niterói ocorreu em 1967 com o enredo “O Brasil pintado por Debret”. Mas foi em 1972 que a escola se consagrou o tema “Um rei Congo Sabará” um estilo de enredo afro, que passou a ser o mais preterido pela escola a partir daí.
Em 1975, a Cubango desfilou na avenida Amaral Peixoto com o enredo “Folclore: riqueza do Nordeste” e saiu campeã. Este campeonato foi o primeiro de uma sequência de cinco títulos. Em 1979, com o enredo “Afoxé”, a Cubango consolidou seu império no carnaval de Niterói. Nos anos 70 foram sete títulos em dez dos disputados. A grande rivalidade era com a Unidos do Viradouro.
Nos anos 80, juntamente com a Unidos do Viradouro, a escola deixa o carnaval de Niterói e passa a desfilar no carnaval do Rio de Janeiro. Naquela época o carnaval de Niterói enfrentava uma crise financeira e se extinguiria na década de 1990. Em 1986, no seu primeiro ano no desfile carioca, a Cubango foi a campeã do Grupo IV, adquirindo assim o direito de subir para o Grupo III. Em 1992, com o enredo “Negro que te quero negro”, chegava ao Grupo I.
Em 2004, a escola que participava do Grupo A, surpreendeu quando era apontada ao rebaixamento pela mídia, e obteve um honroso quinto lugar
Para o carnaval 2009, a direção da escola optou em reeditar o enredo Afoxé, samba que deu o 14º título a escola, no carnaval de Niterói, dos carnavalescos Sérgio Silva e Léo Moraes, e tendo Samantha Schmütz como madrinha de bateria. A escola retornou ao Grupo A, ao ser a campeã junto com a Unidos de Padre Miguel. no ano seguinte, com o enredo Os loucos da praia chamada saudade, de Milton Cunha, terminou na 9º colocação.
Para o carnaval 2011, a escola trouxe o intérpretes David do Pandeiro, que poucos meses depois acertou sua volta para a Santa Cruz e Igor Vianna, que estava na escola da zona oeste, passando a ser o intérprete oficial da escola. Além disso, trouxe de volta o carnavalesco Jaime Cezário e a rainha Juliane Almeida. Terá como enredo A emoção está no ar, que abordará sobre a história da humanidade através de diversas emoções sentidas pelo homem. fez um desfile considerado pela crítica especializada como perfeito, mais no entanto o que se viu não contrastou com o desfile, o que indignou o presidente da escola que mais uma vez não disparou com a direção da LESGA em relação ao resultado. sendo que foi punida pela entidade, por mais uma vez discordar do resultado. no ano de 2012, optou pelo enredo homenageando Barão de Mauá, tendo um trio como intérprete oficial, formado por sereno, Marcelo Guimarães e Hugo Júnior. terminou na 4°colocação.
Em 2014, foi especulado que a escola reeditaria o enredo Peguei um Ita no Norte, que deu ao Salgueiro, o título no carnaval de 1993 e apostando no carnavalesco Márcio Puluker para conquistar o inédito acesso ao Especial. Mas a ideia acabou rechaçada pela direção da escola,
 que decidiu por apostar em mais um enredo afro. Fazendo uma correta apresentação, ficou na 5º colocação.
Para 2015, a escola promove o retorno do carnavalesco Jaime Cezário, que já esteve na agremiação por duas vezes, além de contratar o experiente intérprete Preto Joia. Com o enredo "Cubango, a realeza africana de Niterói", a escola conquista a quarta colocação.
Em 2016, a escola contratou o carnavalesco Cid Carvalho, vindo da Mangueira para desenvolver o enredo "Um banho de mar à fantasia", obtendo o sexto lugar. Já em 2017, a escola homenageou o sambista João Nogueira e o centenário do samba, tema também desenvolvido por Cid Carvalho que nos preparativos do carnaval, deixou a escola, sendo substituído por Lúcio Sampaio. Outro desfalque foi de Cris Alves, que após quatro anos foi destronada do cargo de rainha de bateria, que passa a ser ocupado pela cantora Thais Macedo. Num desfile bem abaixo da crítica, onde ficaram nítidos os problemas financeiros, a Cubango terminou em oitavo lugar.
Em maio de 2017 a chapa de oposição liderada por Rogério Belisário vence as eleições da escola, pondo fim a gestão de Olivier Luciano Vieira, o Pelé, à frente da verde e branca, que durou 14 anos. Belisário recebeu 721 votos, enquanto Pelé, 668.
Antes da eleição, a diretoria anterior havia definido que o enredo da Cubango seria o bicentenário da cidade de Nova Friburgo. Mas, em meio a polêmica acerca das negociações com a prefeitura local, o tema acabou descartado pela nova diretoria, que decidiu por um enredo autoral sobre Arthur Bispo do Rosário. Sendo a quinta a se apresentar na segunda noite de desfiles, a Cubango faz um desfile surpreendente, apontado inclusive, como favorito.[carece de fontes?] Na classificação final terminou em quinto lugar, atrás da Inocentes de Belford Roxo, que teve um desfile considerado, inferior ao da verde e branco.
Para 2019, reforçou seu carro de som com a chegada de Thiago Brito e renovou com a dupla de carnavalescos Gabriel Haddad e Leonardo Bora, que desenvolveram o enredo "Igbá Cubango", sobre a magia dos objetos, fazendo um desfile muito elogiado pela crítica, mas terminando na 2º colocação, quatro décimos atrás da campeã Estácio de Sá - condicionando, assim, o melhor resultado da história da escola. Poucas semanas depois do carnaval, Haddad e Bora deixaram a escola e aceitaram a proposta da Grande Rio. Ainda houve um pleito conturbado entre as chapas opositoras contra a gestão de Rogério Belisário, mas no fim o então presidente sagrou-se novamente presidente da escola para mais um mandato Para 2020, a direção da escola resolveu apostar na dupla Raphael Torres e Alexandre Rangel, que estavam na Renascer de Jacarepaguá, e desenvolveram o enredo "A Voz da Liberdade", sobre a história de Luiz Gama. Na apuração, a escola terminou em quinto lugar.
Para 2021, a escola anunciou o enredo "Onilé Cubango" e chegou a realizar uma disputa de samba. No entanto, com o cancelamento dos desfiles provocado pela Pandemia de COVID-19, a escola desistiu do enredo e realizou mudanças em alguns segmentos após a ex-porta-bandeira Patrícia Cunha assumir a presidência depois da renúncia de Rogério Belisário, como as chegadas do intérprete Pixulé e do carnavalesco João Vitor Araújo. Um novo enredo foi anunciado: “O Amor Preto Cura: Chica Xavier, a Mãe Baiana do Brasil”, em homenagem a atriz Chica Xavier. A poucas horas do desfile, a escola foi alvo de boatos sobre falta de fantasias, atraso no pagamento de fornecedores e de um suposto afastamento da presidente da escola, posteriormente negados. Sendo a segunda a desfilar no dia 20 de abril, a Cubango fez um desfile correto na maioria dos quesitos, mas apesar dos elogios de público e crítica, a escola amargou o 15° lugar, sendo rebaixada para a Série Prata e deixando a Sapucaí após quase 3 décadas.
Reformulando alguns segmentos, a Cubango anunciou para o carnaval de 2023 a reedição do enredo "Fruto da África no Brasil de fé: Candomblé", apresentado originalmente em 2005, inicialmente desenvolvida pelos carnavalescos Guilherme Diniz e Rodrigo Marques, posteriormente substituídos por Jorge Caribé. Durante o desfile a escola enfrentou problemas em suas alegorias, fazendo-a estourar o tempo máximo de apresentação. Largando na apuração com uma punição total de 3.3 pontos, a Cubango se salvou do rebaixamento para a Série Bronze no último quesito, superando a Acadêmicos da Diversidade pelo critério de desempate. Após o carnaval, Patrícia Cunha renunciou à presidência da escola, sendo posteriormente eleita uma nova diretoria, encabeçada por Pablo Coutinho.
Visando o carnaval de 2024, a Cubango anunciou as contratações do intérprete Alexandre Simpatia, do mestre de bateria Felipe Bruno e o retorno dos carnavalescos Gabriel Haddad e Leonardo Bora para coordenar a comissão de carnaval da escola, formada por jovens artistas.

## Segmentos

### Presidentes
| Nome                          | Mandato      | Ref.                 |
| ----------------------------- | ------------ | -------------------- |
| Minervino Ferreira            | 1959-1960    | [ 26 ]               |
| Ney Ferreira                  | 1961-1989    | [ 26 ]               |
| Waldir Santana                | 1990         | [ 26 ]               |
| Nilton Gomes de Carvalho      | 1991-1993    | [ 26 ]               |
| Ari Sérgio                    | 1994 a 1995  | [ 26 ]               |
| Ney Ferreira                  | 1996-1999    | [ 26 ]               |
| Marcos Alexandre Madeira      | 2000-2001    | [ 26 ]               |
| Gustavo Frickmann             | 2002         | [ 26 ]               |
| Olivier Luciano Vieira (Pelé) | 2003 - 2017  | [ 26 ]               |
| Rogério Belisário             | 2017 - 2020  | [ 26 ] [ 27 ] [ 21 ] |
| Patricia Cunha                | 2021 - 2023  |                      |
| Pablo Coutinho                | 2023 - atual |                      |

### Intérpretes
| Carnavais       | Intérprete oficial                      | Referências   |
| --------------- | --------------------------------------- | ------------- |
| 1974            | Flavinho Machado                        | [ 28 ]        |
| 1979            | Elza Soares                             | [ 28 ] [ 29 ] |
| 1980–1981       | Flavinho Machado                        | [ 28 ]        |
| 1985            | Flavinho Machado                        | [ 28 ]        |
| 1988            | Flavinho Machado                        | [ 28 ]        |
| 1994            | Wantuir                                 | [ 30 ]        |
| 1995–1996       | Alexandre Lopes                         | [ 31 ]        |
| 1997–1998       | Marcio Souto e Huguinho                 | [ 32 ]        |
| 1999            | Rixxah                                  | [ 33 ]        |
| 2000            | Elza Soares                             | [ 29 ]        |
| 2001            | Eduzinho e Huguinho                     | [ 34 ]        |
| 2002–2003       | Palito do Porto                         | [ 35 ] [ 36 ] |
| 2004–2008       | Tiãozinho Cruz                          | [ 37 ]        |
| 2009            | Júnior Duarte                           | [ 38 ]        |
| 2010            | Tiãozinho Cruz                          | [ 37 ]        |
| 2011            | Igor Vianna                             | [ 39 ]        |
| 2012            | Marcelo Rodrigues, Hugo Júnior e Sereno | [ 40 ] [ 41 ] |
| 2013–2014       | Marcelo Rodrigues                       | [ 42 ] [ 43 ] |
| 2015            | Preto Jóia                              | [ 44 ]        |
| 2016–2017       | Hugo Júnior                             | [ 45 ]        |
| 2018            | Evandro Malandro                        |               |
| 2019–2020       | Thiago Brito                            |               |
| 2022            | Pixulé                                  |               |
| 2023            | Wagner do Vale                          |               |
| 2024–atualidade | Alexandre Simpatia                      |               |

### Diretores
| Período   | Diretor de carnaval           | Diretor de harmonia                               | Mestre de bateria  | Ref.   |
| --------- | ----------------------------- | ------------------------------------------------- | ------------------ | ------ |
| 2008      | Marlúcia Nunes Cruz           | Marlúcia Nunes Cruz                               | Ricardinho         |        |
| 2009      | Robertinho                    | Robertinho                                        | Gilmar             |        |
| 2010      | Guilherme Nóbrega             | Robertinho                                        | Jonas              |        |
| 2011      | Luis Carlos Amancio           | Jorginho Harmoniao                                | Jonas              |        |
| 2012-2013 | Luis Carlos Amancio           | Luis Carlos Amancio                               | Jonas              |        |
| 2014      | Jorge Ripper                  | Décio Bastos                                      | Jonas              | [ 46 ] |
| 2015-2016 | Jorge Ripper                  | Decio Bastos                                      | Maurão             |        |
| 2017      | Jorge Ripper                  | Jorge Ripper                                      | Demétrius Luiz     |        |
| 2018      | Wilson Polycarpo              | Allan Guimarães, Daniel Katar e Alexandre Brittes | Demétrius Luiz     | [ 47 ] |
| 2019      | Márcio André                  | Allan Guimarães e Daniel Katar                    | Demétrius Luiz     |        |
| 2020      | Tavinho Novello               | Allan Guimarães e Jorginho do Império             | Demétrius Luiz     | [ 27 ] |
| 2022      | Allan Jones e Leandro Azevedo | Allan Guimarães e Jorginho do Império             | Demétrius Luiz     |        |
| 2023      | Fred Moreira e Michell Vermil | Allan Guimarães e Wanderson Sodré                 | Marcelo e Vinícius |        |

### Coreógrafos
| Período   | Nome                       | Ref.   |
| --------- | -------------------------- | ------ |
| 2014      | Carlinhos Salgueiro        | [ 48 ] |
| 2015      | Roberto De La Costa        | [ 49 ] |
| 2016      | Marcio Moura               | [ 50 ] |
| 2017      | Hélio Bejani e Beth Bejani | [ 19 ] |
| 2018-2019 | Sérgio Lobato              |        |
| 2020      | Patrick Carvalho           | [ 27 ] |
| 2022      | Fábio Batista              |        |
| 2023-     | Tony Tara                  |        |

### Mestre-sala e Porta-bandeira
| Período   | Nome                             | Ref.   |
| --------- | -------------------------------- | ------ |
| 2001      | Eduardo e Aline Flores           |        |
| 2002      | Rogerinho e Aline Flores         |        |
| 2003-2005 | Vinícius Santana e Aline Flores  |        |
| 2006-2007 | Hugo Cesar e Aline Flores        |        |
| 2008      | Toninho e Patrícia Cunha         |        |
| 2009-2011 | Rogerinho e Elaine               |        |
| 2012      | Wanderson e Elaine               |        |
| 2013      | Marquinhos e Andréia             |        |
| 2014      | Diego Machado e Natália Pereira  | [ 51 ] |
| 2015-2017 | Diego Falcão e Jaqueline Gomes   | [ 52 ] |
| 2018      | Diogo Jesus e Thais Romi         |        |
| 2019-2020 | Diego Falcão e Patrícia Cunha    | [ 27 ] |
| 2022-2023 | Diego Falcão e Aline Flores      |        |
| 2024-     | Wanderson Honório e Aline Flores |        |

### Corte de Bateria
| Período   | Rainha            | Madrinha          | Ref.                 |
| --------- | ----------------- | ----------------- | -------------------- |
| 2007      | Fabiana           | Tati Pink         |                      |
| 2008      | Júlia Vieira      |                   |                      |
| 2009      | Júlia Barcelos    | Samantha Schmütz  | [ 53 ]               |
| 2010      | Rayanne Santos    | Samantha Schmütz  | [ 54 ] [ 55 ] [ 56 ] |
| 2011      | Juliane Almeida   |                   | [ 7 ] [ 57 ]         |
| 2012      | Dani Sperle       |                   | [ 58 ] [ 59 ]        |
| 2013-2016 | Cris Alves        |                   | [ 60 ]               |
| 2017      | Thais Macedo      |                   | [ 61 ]               |
| 2018      | Cris Alves        |                   |                      |
| 2019-2020 | Maryanne Hipólito |                   |                      |
| 2021-2022 | Aline Araújo      |                   | [ 27 ]               |
| 2022      | Mariane Marinho   | Maryanne Hipólito |                      |
| 2024-     | Andreza Clemente  |                   |                      |

## Carnavais
| Carnavais da Acadêmicos do Cubango                                                                                    | Carnavais da Acadêmicos do Cubango                                                                                    | Carnavais da Acadêmicos do Cubango                                                                                    | Carnavais da Acadêmicos do Cubango | Carnavais da Acadêmicos do Cubango                                                                                                | Carnavais da Acadêmicos do Cubango              |
| Ano | Colocação | Divisão | Enredo | Carnavalesco | Ref.                                            |
| --- | --- | --- | --- | --- | ----------------------------------------------- |
| 1960 | Campeã | Academias | "Homenagem ao Rei Momo" | Ney Ferreira e Mãe Tiana | [ 62 ] [ 63 ]                                   |
| 1961 | Campeã | Academias | "Libertação dos escravos" | Ney Ferreira e Mãe Tiana | [ 62 ] [ 64 ]                                   |
| 1962 | Campeã | Academias | "Carlos Gomes" | Tuta | [ 62 ] [ 65 ]                                   |
| 1963 | Campeã | Academias | "Sonho das esmeraldas" | Ney Ferreira | [ 62 ]                                          |
| 1964 | Vice-campeã | Primeira Divisão de Niterói                                                                                           | "Maurício de Nassau" | Ney Ferreira | [ 62 ]                                          |
| 1965 | 3.º Lugar | Primeira Divisão de Niterói                                                                                           | "República Negra de Palmares" | Ney Ferreira | [ 62 ] [ 66 ]                                   |
| 1966 | 3.º Lugar | Primeira Divisão de Niterói                                                                                           | "Marquesa de Santos" | Ney Ferreira | [ 62 ] [ 67 ]                                   |
| 1967 | Campeã | Primeira Divisão de Niterói                                                                                           | "Brasil pintado por Debret" | Bernardo Ferreiro | [ 62 ] [ 68 ]                                   |
| 1968 | Campeã | Primeira Divisão de Niterói                                                                                           | "Reisado" | Bernardo Ferreiro | [ 62 ] [ 69 ]                                   |
| 1969 | Campeã | Primeira Divisão de Niterói                                                                                           | "Dançada" (Samba-enredo composto por Zequinha) | Bernardo Ferreiro | [ 62 ] [ 70 ]                                   |
| 1970 | Campeã | Primeira Divisão de Niterói                                                                                           | "Zé Pereira" | Bernardo Ferreiro | [ 62 ] [ 71 ] [ 72 ]                            |
| 1971 | 3.º Lugar | Primeira Divisão de Niterói                                                                                           | "Nêga Rosa" (Samba-enredo composto por Coutinho e Betinho) | Ney Ferreira | [ 62 ] [ 73 ]                                   |
| 1972 | Campeã | Primeira Divisão de Niterói                                                                                           | "Coroação do Rei Congo em Sabará" (Samba-enredo composto por Coutinho e Betinho) | Ney Ferreira | [ 62 ] [ 71 ] [ 74 ]                            |
| 1973 | 3.º Lugar | Primeira Divisão de Niterói                                                                                           | "Homenagem ao 4º centenário - Praia Grande (Niterói)" (Samba-enredo composto por Coutinho e Betinho) | Ney Ferreira | [ 62 ]                                          |
| 1974 | Vice-campeã | Primeira Divisão de Niterói                                                                                           | "As grandes festas tradicionais fluminenses" (Samba-enredo composto por Wilson Duarte) | Itamar Leal e Maria Tereza Soares                                                                                                 | [ 62 ] [ 75 ]                                   |
| 1975 | Campeã | Primeira Divisão de Niterói                                                                                           | "Folclore, riqueza do Nordeste" (Samba-enredo composto por João Tapê) | Neline Ogeda e Milton Teixeira | [ 76 ]                                          |
| 1976 | Campeã | Primeira Divisão de Niterói                                                                                           | "Rosinha minha canoa" (Samba-enredo composto por Delmir Oliveira) | Ney Ferreira | [ 77 ] [ 78 ]                                   |
| 1977 | Campeã | Primeira Divisão de Niterói                                                                                           | "Sapucaia Oroca" (Samba-enredo composto por Betinho e Coutinho) | Ney Ferreira | [ 62 ] [ 79 ]                                   |
| 1978 | Campeã | Primeira Divisão de Niterói                                                                                           | "Madrugada" (Samba-enredo composto por Heraldo Faria) | Ney Ferreira | [ 62 ] [ 80 ]                                   |
| 1979 | Campeã | Primeira Divisão de Niterói                                                                                           | "Afoxé" (Samba-enredo composto por Heraldo Faria e João Belém) | Ney Ferreira e Carlos Alberto Costa                                                                                               | [ 81 ] [ 82 ]                                   |
| 1980 | Vice-campeã | Primeira Divisão de Niterói                                                                                           | "Esse nosso mundo mágico" (Samba-enredo composto por Heraldo Faria e Flavinho Machado) | Marcos Madeira | [ 62 ] [ 83 ]                                   |
| 1981 | Vice-campeã | Primeira Divisão de Niterói                                                                                           | "Fruto do amor proibido" (Samba-enredo composto por Heraldo Faria e Flavinho Machado) | José Luiz Melo | [ 62 ] [ 84 ]                                   |
| 1982 | 3.º Lugar | Primeira Divisão de Niterói                                                                                           | "O Olimpo de Olímpia" (Samba-enredo composto por Carlinhos Japona e Dedé) | Luiz Fernandes e Ricardo Aquino                                                                                                   | [ 62 ]                                          |
| 1983 | Vice-campeã | Primeira Divisão de Niterói                                                                                           | "Metais e pedrarias que embelezam o Brasil" (Samba-enredo composto por Betinho, Hugo Camburão, Coutinho, Gelson Devaneio e Huguinho) | Evans de Brito | [ 62 ]                                          |
| 1984 | Campeã (Empatada com a Viradouro)                                                                                     | Primeira Divisão de Niterói                                                                                           | "Porque Oxalá usa Ekodidé" (Samba-enredo composto por Heraldo Faria, Flavinho Machado e Jair) | Nilson Feitosa | [ 62 ]                                          |
| 1985 | 3.º Lugar | Primeira Divisão de Niterói                                                                                           | "Explode Saudade" (Samba-enredo composto por Diskonha e Getúlio Só) | Carlos Alberto | [ 62 ] [ 85 ]                                   |
| 1986 | Aprovada | Desfile de Avaliação (quinta divisão)                                                                                 | "Vamos ao teatro" (Samba-enredo composto por Sardinha, Rolian do Cavaco e Rogerinho) | Paulo Roberto da Costa | [ 62 ] [ 86 ]                                   |
| 1987 | Vice-campeã (Acesso)                                                                                                  | Grupo 4 (quarta divisão)                                                                                              | "O encantamento de Soboadam" (Samba-enredo composto por Sardinha, Rolian do Cavaco, Rogerinho e Ribeiro) | Paulo Roberto da Costa e Paulo Flores                                                                                             | [ 62 ] [ 87 ]                                   |
| 1988 | 4.º Lugar | Grupo 3 (terceira divisão)                                                                                            | "Ave Bahia, cheia de graça" (Samba-enredo composto por Heraldo Faria e Flavinho Machado) | Max Lopes | [ 88 ] [ 89 ]                                   |
| 1989 | 4.º Lugar | Grupo 3 (terceira divisão)                                                                                            | "Dançadas" (Samba-enredo composto por Zequinha) | Alexandre Louzada | [ 62 ] [ 90 ]                                   |
| 1990 | 4.º Lugar | Grupo B (terceira divisão)                                                                                            | "O místico José Ferreira" (Samba-enredo composto por Naval, Dulindo e Paulo Gongolo) | Paulo Roberto da Costa e Alexandre Louzada                                                                                        | [ 62 ] [ 91 ]                                   |
| 1991 | 3.º Lugar | Grupo B (terceira divisão)                                                                                            | "Terra de Santa Cruz dos abacaxis e dos filhos da fruta" (Samba-enredo composto por Eduardo Poeta, Mário Di Minas, Quinzinho e Sardinha) | Gil Gouvêa e Ivan Carneiro | [ 62 ] [ 92 ]                                   |
| 1992 | Vice-campeã (Acesso)                                                                                                  | Grupo B (terceira divisão)                                                                                            | "Negro que te quero negro" (Samba-enredo composto por Ismael do Nascimento, Odir Sereno e Plínio) | José Luiz Mello e Ronaldo Silva                                                                                                   | [ 62 ] [ 93 ]                                   |
| 1993 | 11.º Lugar | Grupo A (segunda divisão)                                                                                             | "Do fogo às águas recriando a terra" (Samba-enredo composto por Maneco, Chico e Bujico) | José Luiz Mello | [ 62 ] [ 94 ]                                   |
| 1994 | 15.º Lugar | Grupo A (segunda divisão)                                                                                             | "Ao mestre com carinho" (Samba-enredo composto por Maneco, Aloisio, Eduardo Poeta e Huguinho) | Etevaldo Brandão | [ 95 ] [ 96 ]                                   |
| 1995 | 7.º Lugar | Grupo A (segunda divisão)                                                                                             | "Da Villa Real da Praia Grande à Cidade Sorriso" (Samba-enredo composto por Ismael do Nascimento, Odir Sereno e Rolian do Cavaco) | Rosângela da Rosa e Renato Dias                                                                                                   | [ 62 ] [ 97 ]                                   |
| 1996 | 9.º Lugar (Rebaixada)                                                                                                 | Grupo A (segunda divisão)                                                                                             | "Dos brasões do reino de Portugal, ao esplendor da Bandeira Nacional" (Samba-enredo composto por Henrique Inspiração, Paulinho Degrau, Huguinho e Maneco)                                                                                      | Rosângela da Rosa e Renato Dias                                                                                                   | [ 62 ] [ 98 ]                                   |
| 1997 | Vice-campeã (Acesso)                                                                                                  | Grupo B (terceira divisão)                                                                                            | "Nos pontos de nossos contos" (Samba-enredo composto por Márcio Souto, Márcio André e Boró do Porto) | Rosângela da Rosa e Renato Dias                                                                                                   | [ 62 ] [ 99 ]                                   |
| 1998 | 4.º Lugar | Grupo A (segunda divisão)                                                                                             | "Nausicaa - a odisséia cubanga nos verdes mares" (Samba-enredo composto por Marcio Souto, Marcio André, Fernando de Lima, Boró e Huguinho) | Carlinhos D’Andrade | [ 62 ] [ 100 ]                                  |
| 1999 | 8.º Lugar | Grupo A (segunda divisão)                                                                                             | "Tempero, uma pitada na História" (Samba-enredo composto por Eduardo Poeta, Mário di Minas, Quinzinho, Jo Ennes, Lênio da Costa e Eduzinho) | Alexandre Louzada | [ 101 ] [ 102 ]                                 |
| 2000 | 11.º Lugar (Rebaixada)                                                                                                | Grupo A (segunda divisão)                                                                                             | "Por uma independência de fato" (Samba-enredo composto por Celso Tropical, Rolian do Cavaco, Pepê, Willian e Altair) | Max Lopes e Amarildo de Mello | [ 103 ] [ 104 ]                                 |
| 2001 | 6.º Lugar | Grupo B (terceira divisão)                                                                                            | "Cubango mostra tua raça, Niterói e teu berço a cidade te abraça" (Samba-enredo composto por Flavinho Machado, Rogerão, João Belém, Paulinho Haddad, William Rodrigues, Juarez e Maurilinho)                                                   | Roberto Reis | [ 105 ] [ 106 ]                                 |
| 2002 | Campeã | Grupo B (terceira divisão)                                                                                            | "África, o exuberante paraíso negro" (Samba-enredo composto por Jacy Inspiração, Celso Tropical, Rogerão e Gilberth Castro) | Roberto Reis e Antônio Sérgio | [ 107 ] [ 108 ]                                 |
| 2003 | 9.º Lugar | Grupo A (segunda divisão)                                                                                             | "Cândido Mendes - Um século de paixão na história da educação" (Samba-enredo composto por Eduardo Poeta, Quinzinho, Eduzinho, Lenio da Cotia e Sardinha)                                                                                       | Roberto Reis | [ 109 ] [ 110 ] [ 111 ]                         |
| 2004 | 5.º Lugar | Grupo A (segunda divisão)                                                                                             | "Cubango é shopping no mundo do toma lá da cá" (Samba-enredo composto por Aderbal, Délio, Fabio Gomes, Fernando Gaguinho e Gegê) | Roberto Reis e Antônio Sérgio | [ 4 ] [ 112 ] [ 113 ]                           |
| 2005 | 6.º Lugar | Grupo A (segunda divisão)                                                                                             | "O fruto da África de todos os deuses no Brasil de fé. Candomblé" (Samba-enredo composto por Flavinho Machado, Rogerão, Gilberth de Castro, Rubinho, Raphael Coutinho e Carlinhos da Penha)                                                    | Jaime Cezário | [ 114 ] [ 115 ]                                 |
| 2006 | 8.º Lugar | Grupo A (segunda divisão)                                                                                             | "Na magia da escrita a viagem do saber" (Samba-enredo composto por Diego Nicolau, Marcelo Camões, Gustavo Soares, Luciano Tinoco e Bruno Derani)                                                                                               | Jaime Cezário | [ 116 ] [ 117 ]                                 |
| 2007 | 7.º Lugar | Grupo A (segunda divisão)                                                                                             | "De fio a fio na Real, para lá para li. Paracambi" (Samba-enredo composto por Arthur Bernardes, Sardinha, Jr. Duarte, Carlinhos da Penha e Edson Carvalho)                                                                                     | Ana Zerbini, Marlúcia Cruz, Lilian Walter Nicolau, Annik Salmon, Carlos Carvalho, Alexandre Louzada                               | [ 118 ] [ 119 ]                                 |
| 2008 | 9.º Lugar (Rebaixada)                                                                                                 | Grupo A (segunda divisão)                                                                                             | "Mercedes Batista, de Passo a Passo, um Passo" (Samba-enredo composto por Diego Nicolau, Arthur Bernardes, Sardinha, Jr. Duarte e Carlinhos da Penha)                                                                                          | Wagner Gonçalves | [ 120 ] [ 121 ] [ 122 ] [ 123 ] [ 124 ] [ 125 ] |
| 2009 | Campeã | Grupo RJ-1 (segunda divisão)                                                                                          | "Afoxé é cortejo, é ritual, é festa. Afoxé é carnaval" (Reedição de 1979) | Sérgio Silva e Léo Moraes | [ 126 ] [ 127 ]                                 |
| 2010 | 9.º Lugar | Grupo A (segunda divisão)                                                                                             | "Os loucos da praia chamada saudade" (Samba-enredo composto por Sardinha, Carlinhos da Penha, Junior Duarte, Diego Nicolau, Dílson Marimba e Raphael Prates)                                                                                   | Milton Cunha | [ 128 ] [ 129 ]                                 |
| 2011 | 4.º Lugar | Grupo A (segunda divisão)                                                                                             | "A emoção está no ar" (Samba-enredo composto por Sardinha, Carlinhos da Penha, Junior Duarte, Gustavo Soares, Bruno Derani e Zé Glória) | Jaime Cezário | [ 130 ] [ 9 ]                                   |
| 2012 | 4.º Lugar | Grupo A (segunda divisão)                                                                                             | "Barão de Mauá - Sonho de um Brasil moderno" (Samba-enredo composto por Beto Gama, Belo, Regina Angélica, Emerson e Totonho) | Jaime Cezário | [ 131 ] [ 132 ]                                 |
| 2013 | 11.º Lugar | Série A (segunda divisão)                                                                                             | "Teimosias da imaginação" (Samba-enredo composto por Junior Duarte, Carlinhos da Penha, Huguinho, Coquinho e Felipe de Paula) | Severo Luzardo | [ 133 ] [ 134 ] [ 135 ] [ 136 ]                 |
| 2014 | 5.º Lugar | Série A (segunda divisão)                                                                                             | "Continente negro - Uma epopeia africana" (Samba-enredo composto por Sardinha, Gustavo Soares, Diego Moura, Wagner Big, Deigre Silva, Junior Fionda, Lequinho e Igor Leal)                                                                     | Marcio Puluker | [ 13 ] [ 137 ]                                  |
| 2015 | 4.º Lugar | Série A (segunda divisão)                                                                                             | "Cubango, a realeza africana de Niterói" (Samba-enredo composto por Sardinha, Gustavo Soares, Wagner Big, Diego Moura, Junior Fionda, Lequinho, Gabriel Martins e Igor Leal)                                                                   | Jaime Cezário |                                                 |
| 2016 | 6.º Lugar | Série A (segunda divisão)                                                                                             | "Um banho de mar à fantasia" (Samba-enredo composto por Sardinha, Gustavo Soares, Wagner Big, Diego Moura, Julio Alves, Marco Moreno, Samir Trindade, Elson Ramires, Cláudio Russo e Adriano Boinha)                                           | Cid Carvalho |                                                 |
| 2017 | 8.º Lugar | Série A (segunda divisão)                                                                                             | "Versando Nogueira nos cem anos do ritmo que é nó na madeira" (Samba-enredo composto por Gabriel Martins, Belo, Rafael Coutinho, Robson Ramos, Sergio Careca, Dema Chagas, Tricolor, Vinicius Xavier, Thiago Farias, Duda, Fadico e Igor Leal) | Lúcio Sampaio | [ 138 ]                                         |
| 2018 | 5.º Lugar | Série A (segunda divisão)                                                                                             | "O rei que bordou o mundo" (Samba-enredo composto por Gabriel Martins, Bello, Wagner Big, Junior Fionda, Marcio André Filho, Jairo Lima, Gigi da Estiva, Rafael Mikaiá, Neyzinho do Cavaco e William Rodrigues)                                | Gabriel Haddad e Leonardo Bora | [ 139 ]                                         |
| 2019 | Vice-campeã | Série A (segunda divisão)                                                                                             | "Igbá Cubango – a alma das coisas e a arte dos milagres" (Samba-enredo composto por Robson Ramos, Sardinha, Duda Tonon, Anderson Lemos, Ailtinho, Sérgio Careca, Carlão do Caranguejo e Samir Trindade)                                        | Gabriel Haddad e Leonardo Bora | [ 140 ]                                         |
| 2020 | 5.º Lugar | Série A (segunda divisão)                                                                                             | "A voz da Liberdade" (Samba-enredo composto por Robson Ramos, Sardinha, Anderson Duda Tonon, Júnior Fionda, Sérgio Careca, Tricolor e Rildo Seixas)                                                                                            | Raphael Torres e Alexandre Rangel                                                                                                 | [ 141 ] [ 27 ]                                  |
| Inicialmente adiados para o mês de julho, os desfiles do Carnaval 2021 foram cancelados devido a pandemia de Covid-19 | Inicialmente adiados para o mês de julho, os desfiles do Carnaval 2021 foram cancelados devido a pandemia de Covid-19 | Inicialmente adiados para o mês de julho, os desfiles do Carnaval 2021 foram cancelados devido a pandemia de Covid-19 | Inicialmente adiados para o mês de julho, os desfiles do Carnaval 2021 foram cancelados devido a pandemia de Covid-19 | Inicialmente adiados para o mês de julho, os desfiles do Carnaval 2021 foram cancelados devido a pandemia de Covid-19             | [ 142 ]                                         |
| 2022 | 15.º lugar (Rebaixada)                                                                                                | Série Ouro (segunda divisão)                                                                                          | “O Amor Preto Cura: Chica Xavier, a Mãe Baiana do Brasil” | João Vitor Araújo | [ 143 ]                                         |
| 2023 | 13.º Lugar | Série Prata (Sábado) (terceira divisão)                                                                               | "Fruto da África no Brasil de fé: Candomblé" (Reedição de 2005) (Samba-enredo composto por Flavinho Machado, Rogerão, Gilberth de Castro, Rubinho, Raphael Coutinho e Carlinhos da Penha)                                                      | Jorge Caribé | [ 144 ]                                         |
| 2024 | 7.º Lugar | Série Prata (Sexta-feira) (terceira divisão)                                                                          | "Os pássaros da noite e o segredo das criações" (Samba-enredo composto por Robson Ramos, Gegê Fernandes, Anderson Lemos, Bello, Sergio Careca, Thiago Meiners, Duda Tonton, Manolo, Fadico e Jr. Fionda)                                       | Gabriel Haddad, Leonardo Bora, Thayssa Menezes, Rafael Gonçalves, Joana D’Arc Prosperi, Theo Neves, Jovanna Souza e Sophia Chueke | [ 145 ]                                         |
| 2025 | 8.º Lugar | Série Prata (terceira divisão)                                                                                        | Àyàn, o Espírito dos Tambores (Samba-enredo composto por Robson, Vinicius, Anderson, Sérgio, Pequinho, Nego, Manolo, Thiago, Miltinho e Pará)                                                                                                  | André Tabuquine | [ 146 ]                                         |

## Títulos
| Títulos | Títulos                            | Títulos | Títulos                                                          | Títulos         |
| ------- | ---------------------------------- | ------- | ---------------------------------------------------------------- | --------------- |
| Divisão | Divisão                            | Títulos | Temporadas                                                       | Ref.            |
|         | Terceira Divisão do Rio de Janeiro | 2       | 2002, 2009                                                       | [ 147 ] [ 148 ] |
|         | Grupo Especial de Niterói          | 11      | 1967, 1968, 1969, 1970, 1972, 1975, 1976, 1977, 1978, 1979, 1984 | [ 62 ]          |
|         | Academias de samba (Niterói)       | 4       | 1960, 1961, 1962, 1963                                           | [ 62 ]          |

## Premiações
Prêmios recebidos pelo GRES Acadêmicos do Cubango.
| Ano  | Prêmio                | Categoria / premiados | Divisão | Ref.            |
| ---- | --------------------- | --- | ------- | --------------- |
| 2001 | S@mba-Net             | Ala de passistas | Grupo B | [ 149 ]         |
| 2002 | S@mba-Net             | Samba-enredo ("África, o exuberante paraíso negro" - Compositores: Jacy Inspiração, Celso Tropical, Rogerão e Gilberth Castro) | Grupo B | [ 150 ]         |
| 2002 | S@mba-Net             | Casal de Mestre-sala e Porta-bandeira (Rogério e Aline) | Grupo B | [ 150 ]         |
| 2002 | S@mba-Net             | Ala de passistas | Grupo B | [ 150 ]         |
| 2004 | S@mba-Net             | Comunicação com o público | Grupo A | [ 151 ]         |
| 2004 | S@mba-Net             | Bateria (Diretor responsável: Mestre Jorjão) | Grupo A | [ 151 ]         |
| 2004 | S@mba-Net             | Ala de passistas | Grupo A | [ 151 ]         |
| 2005 | Estandarte de Ouro    | Samba-enredo ("O fruto da África de todos os deuses no Brasil de fé: Candomblé" - Compositores: Flavinho Machado, Rogerão, Gilberth de Castro, Rubinho e Carlinho da Penha) | Grupo A |                 |
| 2005 | S@mba-Net             | Samba-enredo ("O fruto da África de todos os deuses no Brasil de fé: Candomblé" - Compositores: Flavinho Machado, Rogerão, Gilberth de Castro, Rubinho e Carlinho da Penha) | Grupo A | [ 152 ]         |
| 2005 | S@mba-Net             | Velha guarda | Grupo A | [ 152 ]         |
| 2005 | S@mba-Net             | Destaque de luxo (Edmilson Silva - Fantasia: "Águas de Oxalá") | Grupo A | [ 152 ]         |
| 2005 | Plumas & Paetês       | Destaque masculino (Edmilson Silva) | Grupo A | [ 153 ]         |
| 2007 | S@mba-Net             | Samba-enredo ("De fio a fio na Real, pa-ra-lá, pa-ra-alí - Paracambi" - Compositores: Júnior Duarte, Arthur Bernardes, Sardinha, Carlinhos da Penha e Edson Carvalho) | Grupo A | [ 154 ]         |
| 2007 | S@mba-Net             | Intérprete (Tiãozinho Cruz) | Grupo A | [ 154 ]         |
| 2007 | Plumas & Paetês       | Personalidade (Mestre Ricardinho) | Grupo A | [ 155 ]         |
| 2008 | Estandarte de Ouro    | Samba-enredo ("Mercedes Batista, de passo a passo, um passo" - Compositores: Diego Nicolau, Arthur Bernardes, Sardinha, Júnior Duarte e Carlinhos da Penha) | Grupo A | [ 156 ]         |
| 2008 | S@mba-Net             | Samba-enredo ("Mercedes Batista, de passo a passo, um passo" - Compositores: Diego Nicolau, Arthur Bernardes, Sardinha, Júnior Duarte e Carlinhos da Penha) | Grupo A | [ 157 ]         |
| 2008 | Troféu Rádio Manchete | Samba-enredo ("Mercedes Batista, de passo a passo, um passo" - Compositores: Diego Nicolau, Arthur Bernardes, Sardinha, Júnior Duarte e Carlinhos da Penha) | Grupo A | [ 158 ]         |
| 2009 | S@mba-Net             | Bateria (Diretor responsável: Mestre Gilmar) | Grupo B | [ 159 ]         |
| 2009 | S@mba-Net             | Ala de passistas | Grupo B | [ 159 ]         |
| 2010 | S@mba-Net             | Conjunto de fantasias | Grupo A | [ 160 ]         |
| 2010 | Troféu Rádio Manchete | Melhor escola | Grupo A | [ 161 ]         |
| 2011 | Estrela do Carnaval   | Melhor escola | Grupo A | [ 162 ]         |
| 2011 | S@mba-Net             | Melhor desfile | Grupo A | [ 163 ]         |
| 2011 | S@mba-Net             | Ala das baianas | Grupo A | [ 163 ]         |
| 2011 | S@mba-Net             | Conjunto de fantasias | Grupo A | [ 163 ]         |
| 2011 | S@mba-Net             | Alegoria ("Mensageiro da emoção" - Carro abre-alas) | Grupo A | [ 163 ]         |
| 2011 | S@mba-Net             | Destaque de luxo | Grupo A | [ 163 ]         |
| 2011 | Tupi Carnaval Total   | Melhor escola | Grupo A | [ 164 ]         |
| 2011 | Plumas & Paetês       | Carnavalesco (Jayme Cesário) | Grupo A | [ 165 ]         |
| 2011 | Plumas & Paetês       | Aderecista (Antonio Carlos) | Grupo A | [ 165 ]         |
| 2011 | Plumas & Paetês       | Carpinteiro (Paulo Roberto) | Grupo A | [ 165 ]         |
| 2011 | Plumas & Paetês       | Escultor (Rema) | Grupo A | [ 165 ]         |
| 2011 | Plumas & Paetês       | Destaque feminino (Thatiana Guimarães) | Grupo A | [ 165 ]         |
| 2012 | Gato de Prata         | Intérprete (Marcelo Rodrigues) | Grupo A | [ 166 ]         |
| 2012 | S@mba-Net             | Ala ("Banco do Brasil") | Grupo A | [ 167 ]         |
| 2012 | S@mba-Net             | Ala das baianas | Grupo A | [ 167 ]         |
| 2012 | S@mba-Net             | Destaque de luxo (Eduardo Junior - 3.ª alegoria - Fantasia: "O banqueiro de sucesso internacional") | Grupo A | [ 167 ]         |
| 2012 | Plumas & Paetês       | Historiador / pesquisador (Jaime Cezário) | Grupo A | [ 168 ]         |
| 2013 | Estrela do Carnaval   | Conjunto de alegorias e fantasias | Série A | [ 162 ] [ 169 ] |
| 2013 | Estrela do Carnaval   | Ala das baianas | Série A | [ 162 ] [ 169 ] |
| 2013 | S@mba-Net             | Ala das baianas | Série A | [ 170 ] [ 171 ] |
| 2013 | S@mba-Net             | Alegoria ("O fabuloso mundo imaginário de J. Borges" - 3.ª alegoria) | Série A | [ 170 ] [ 171 ] |
| 2013 | Troféu Apoteose       | Mestre-sala (Marquinhos) | Série A | [ 172 ]         |
| 2013 | Troféu Apoteose       | Personalidade (Manoel Dionísio) | Série A | [ 172 ]         |
| 2013 | Plumas & Paetês       | Carpinteiro (Paulo Roberto Pinto Nogueira “Rabicó”) | Série A | [ 173 ]         |
| 2013 | Plumas & Paetês       | Costureira (Indiara Soares Bráz) | Série A | [ 173 ]         |
| 2014 | Estandarte de Ouro    | Samba-enredo da Série A ("Continente negro - Uma epopeia africana" - Compositores: Sardinha, Gustavo Soares, Wagner Big, Diego Moura, Deigre Silva, Junior Fionda, Lequinho e Igor Leal)                                                                                                   | Série A | [ 174 ]         |
| 2014 | Estrela do Carnaval   | Samba-enredo ("Continente negro - Uma epopeia africana" - Compositores: Sardinha, Gustavo Soares, Diego Moura, Deigre Silva, Junior Fionda, Lequinho e Igor Leal) | Série A | [ 162 ] [ 175 ] |
| 2014 | Gato de Prata         | Samba-enredo ("Continente negro - Uma epopeia africana" - Compositores: Sardinha, Gustavo Soares, Wagner Big, Diego Moura, Deigre Silva, Junior Fionda, Lequinho e Igor Leal) | Série A | [ 176 ]         |
| 2014 | S@mba-Net             | Samba-enredo ("Continente negro - Uma epopeia africana" - Compositores: Sardinha, Gustavo Soares, Diego Moura, Wagner Big, Deigre Silva, Junior Fionda, Lequinho e Igor Leal) | Série A | [ 177 ] [ 178 ] |
| 2014 | S@mba-Net             | Ala ("Amas de leite") | Série A | [ 177 ] [ 178 ] |
| 2014 | Troféu Apoteose       | Ala de passistas | Série A | [ 179 ]         |
| 2014 | Plumas & Paetês       | Ferreiro (Ancelmo Rosa Pereira) | Série A | [ 180 ]         |
| 2015 | SRZD-Carnaval         | Bateria (Mestre Maurão) | Série A | [ 181 ]         |
| 2015 | S@mba-Net             | Ala das baianas | Série A | [ 182 ] [ 183 ] |
| 2015 | Gato de Prata         | Ala de passistas | Série A | [ 184 ]         |
| 2015 | Gato de Prata         | Diretor de carnaval (Jorge Ripper) | Série A | [ 184 ]         |
| 2016 | Gato de Prata         | Revelação (Intérprete Hugo Júnior) | Série A | [ 185 ] [ 186 ] |
| 2016 | Troféu Jorge Lafond   | Homenagem especial (Pedro Araújo) | Série A | [ 187 ]         |
| 2018 | Estandarte de Ouro    | Melhor Escola |         |                 |
| 2018 | Estandarte de Ouro    | Samba-enredo ("O Rei que bordou o mundo" - Compositores: Gabriel Martins, Bello, Wagner Big, Junior Fionda, Marcio André Filho, Jairo, Gigi da Estiva, Rafael Mikaiá, Neyzinho do Cavaco e William Rodrigues)                                                                              |         |                 |
| 2018 | S@mba-Net             | Revelação - Carnavalescos: Gabriel Haddad e Leonardo Bora |         |                 |
| 2018 | S@mba-Net             | Enredo ("O Rei que bordou o mundo") |         |                 |
| 2018 | Troféu Sambario       | Melhor Intérprete (Evandro Malandro) |         |                 |
| 2019 | Estandarte de Ouro    | Melhor Escola |         |                 |
| 2019 | Estandarte de Ouro    | Samba-enredo ("Igbá Cubango – A alma das coisas e a arte dos milagres" - Compositores: Ailtinho, Diego Nicolau, Hugo Oliveira, Robson Ramos, Carlão, Manolo, Sérgio Careca, Anderson Lemos, Duda, Sardinha, Thales Nunes, Marcos Paulo, Samir Trindade e Chaynne Santos)                   |         |                 |
| 2019 | Passista Samba no Pé  | Passista Masculino (Felipe Soares) |         | [ 188 ]         |
| 2019 | Passista Samba no Pé  | Profissional do Segmento (Marluci Azevedo) |         | [ 188 ]         |
| 2019 | Troféu Sambario       | Melhor Samba-Enredo da Série A ("Igbá Cubango – A alma das coisas e a arte dos milagres" - Compositores: Ailtinho, Diego Nicolau, Hugo Oliveira, Robson Ramos, Carlão, Manolo, Sérgio Careca, Anderson Lemos, Duda, Sardinha, Thales Nunes, Marcos Paulo, Samir Trindade e Chaynne Santos) |         | [ 189 ]         |